# 가르도니구

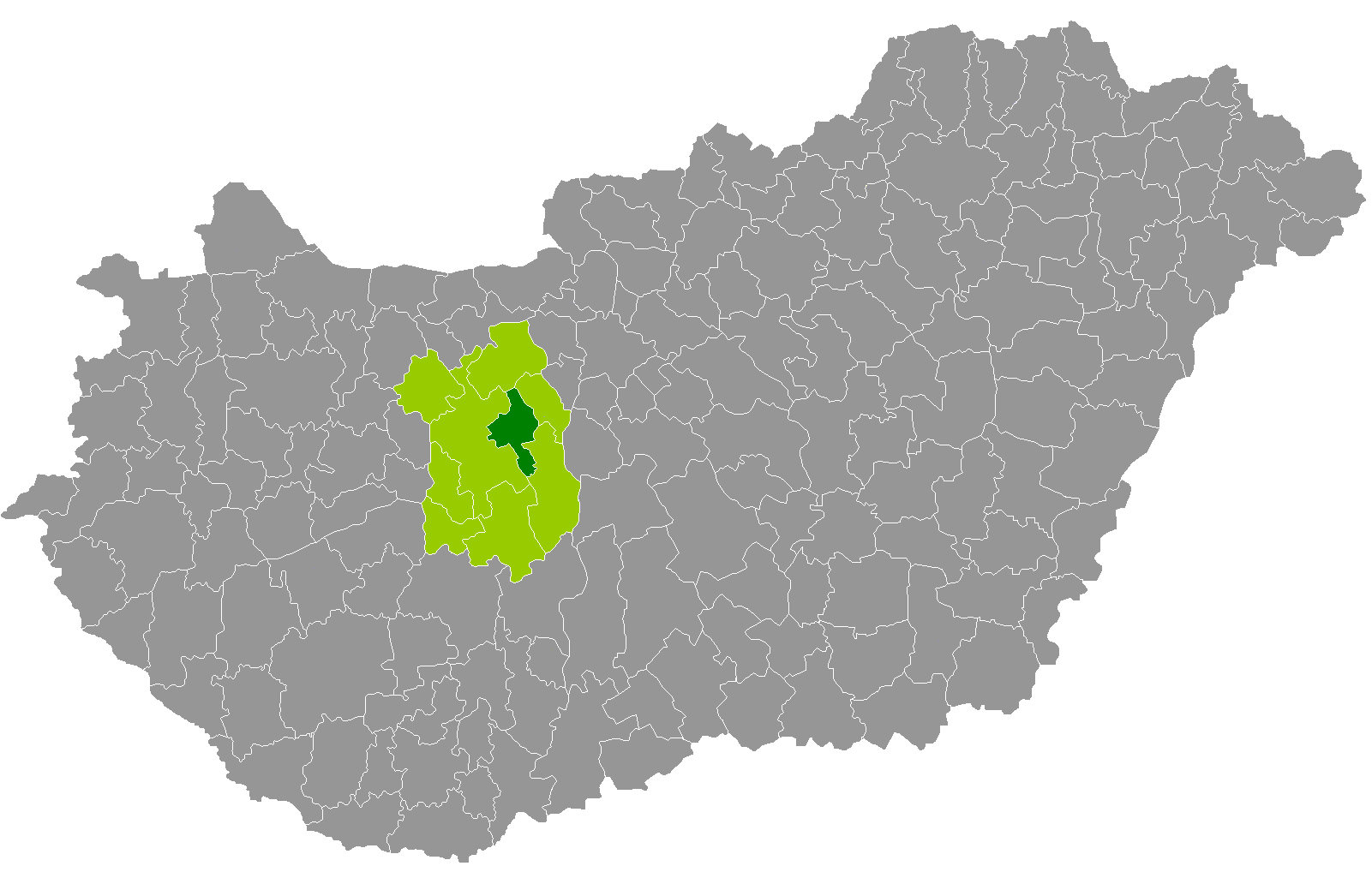
페예르주 지도에 표시된 가르도니구의 위치

가르도니구(헝가리어: Gárdonyi járás)는 헝가리 페예르주에 위치한 구로 구청 소재지는 가르도니이며 면적은 306.79km2, 인구는 29,406명(2011년 기준), 인구 밀도는 96명/km2이다.
북쪽으로는 비치케구, 동쪽으로는 머르톤바샤르구, 남동쪽으로는 두너우이바로시구, 남쪽과 서쪽으로는 세케슈페헤르바르구와 접한다. 10개 지방 자치체(2개 시, 8개 마을)를 관할한다.

구 문장